# Heinrich-Mann-Gymnasium (Köln)
Das Heinrich-Mann-Gymnasium, kurz HMG, ist ein städtisches Gymnasium in Köln. Seit dem Besuch von Ministerin Yvonne Gebauer im Jahr 2019 und aufgrund der Ernennung zur Talentschule steht das Heinrich-Mann-Gymnasium im Fokus der Öffentlichkeit.

## Namen
Auch gebräuchlich sind die Namen Heinrich-Mann-Gymnasium Köln, Städtisches Heinrich-Mann-Gymnasium, Städtisches Heinrich-Mann-Gymnasium Köln oder Städtisches Heinrich-Mann-Gymnasium Köln-Volkhoven/Weiler. 1994 wurde das 1975 gegründete Gymnasium Fühlinger Weg (kurz GFW) auf Antrag der Schülervertretung in Heinrich-Mann-Gymnasium umbenannt. Alle alten und neuen Namen sind immer noch in Gebrauch, was regelmäßig für Verwirrung sorgt.

## Geschichte

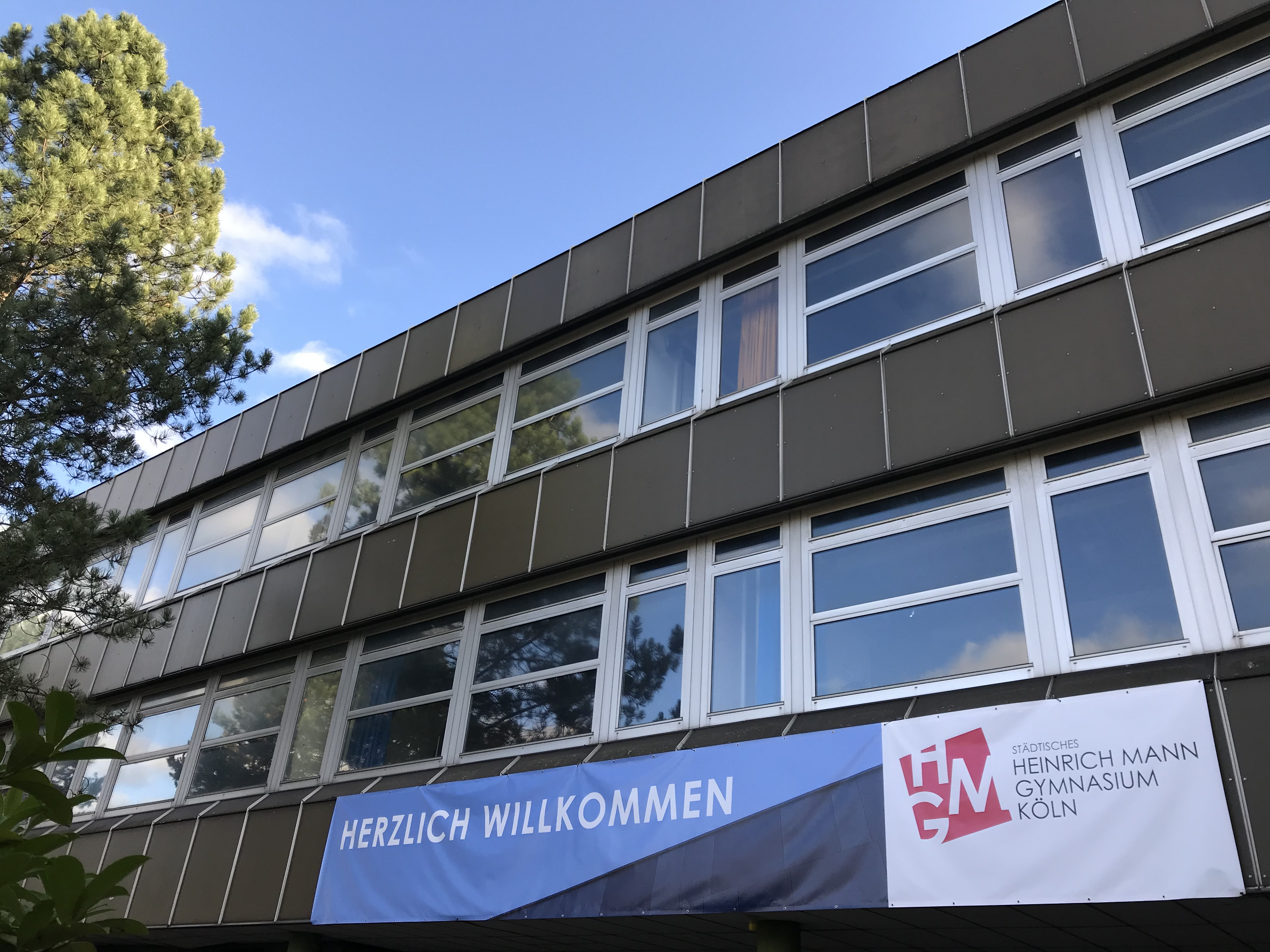
HMG-Hauptgebäude (2020)

Am 1. September 1975 nahm das Gymnasium Fühlinger Weg im alten Gebäude seinen Betrieb auf. Aufgrund der Neugründung wurde parallel das Gymnasium Köln-Chorweiler in den Folgejahren aufgelöst. Zwischen 1977 und 1979 wurde das Hauptgebäude errichtet und nach den Sommerferien 1979 bezogen. Die Dreifachturnhalle wurde in den Jahren 1979 und 1980 gebaut. Die Einweihung des Hauptgebäudes inkl. Dreifachturnhalle im Jahr 1980 nahm der damalige Innenminister Burkhard Hirsch vor. 1980 wurde auch der erste Schulcomputer angeschafft.
Seit 1984 gibt es ein Computerzentrum und das Fach Informatik am Heinrich-Mann-Gymnasium.
2018 wurde der Neubau mit Mensa, Klassentrakt, Aufenthaltsräumen und Kunstfachräumen fertig gestellt.

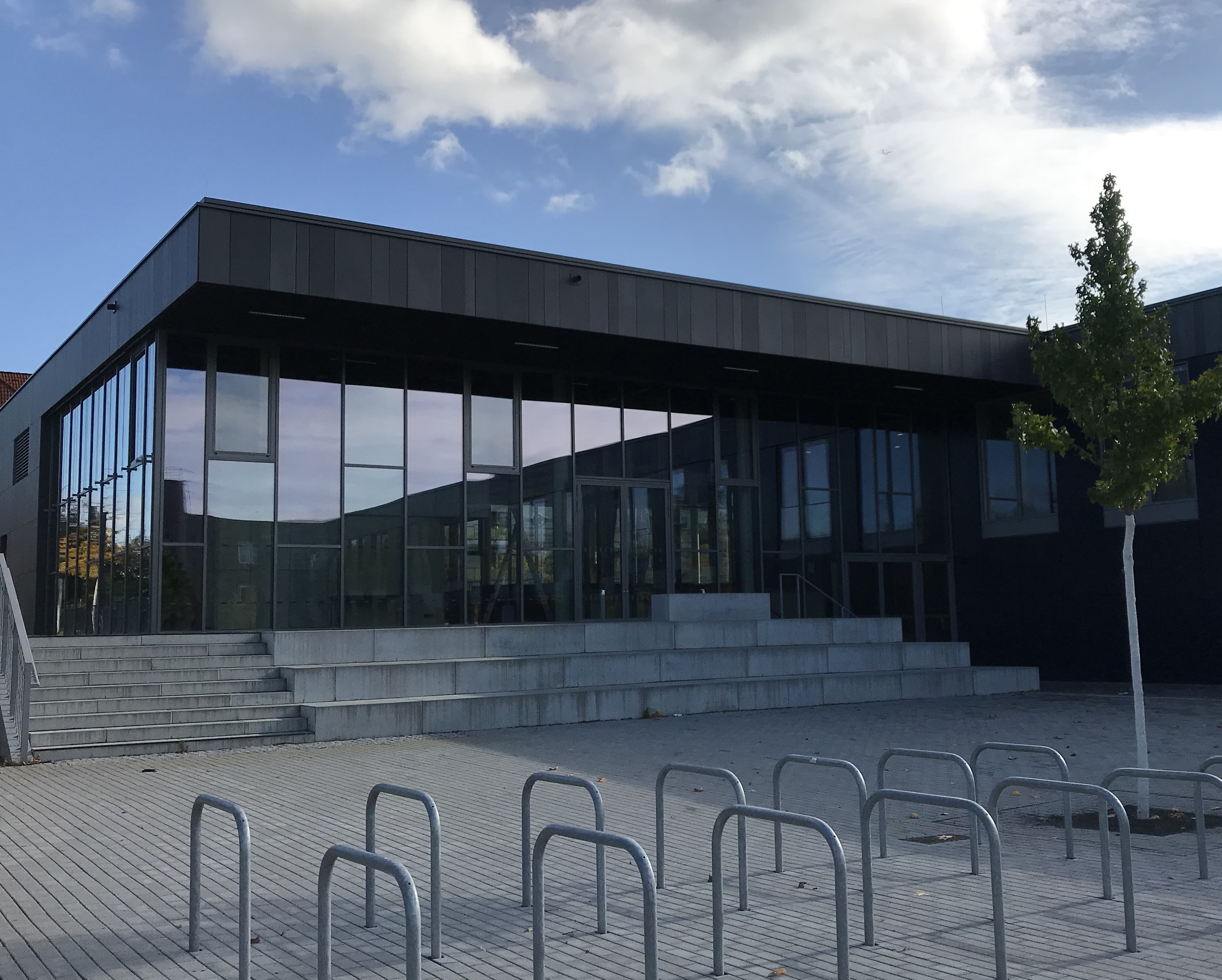
HMG-Mensa (2020)

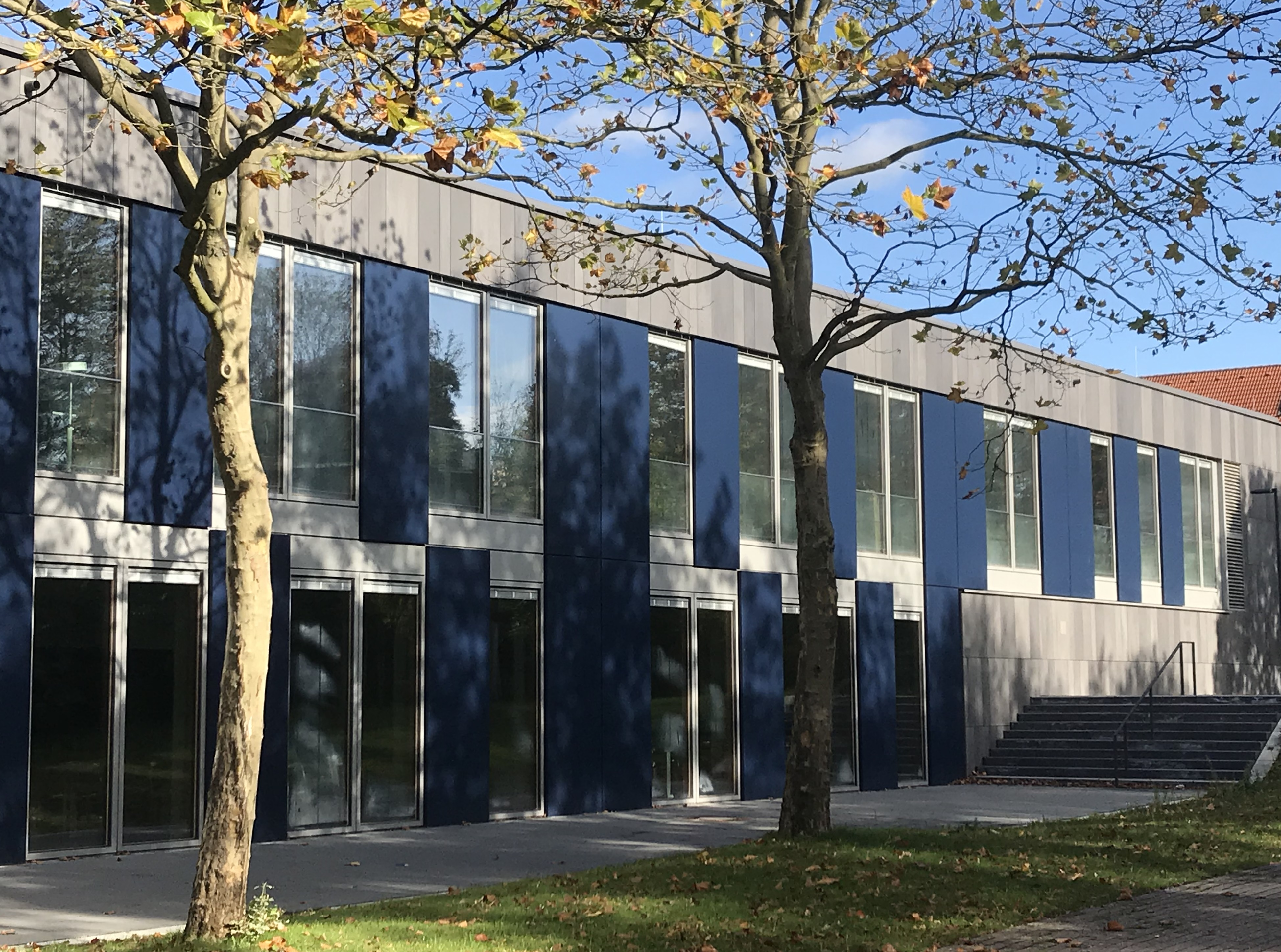
HMG-Neubau Klassentrakt (2020)

## Besonderheiten

### Schulgarten
1984 wurde mit finanzieller Unterstützung vom damaligen Regierungspräsidenten Franz-Josef Antwerpes der Schulgarten auf 450 m² mit Feuchtbiotop angelegt.

### Zweisprachiger Zweig
Mit Beginn des Schuljahres 2011/12 wurde ein bilingualer Unterrichtszweig Englisch eingeführt.
In den folgenden Jahren werden nacheinander die Fächer Erdkunde (ab Klasse 7), Geschichte (ab Klasse 8) und Politik (ab Klasse 9) auf Englisch unterrichtet.
Weitere Fremdsprachen, die unterrichtet werden, sind Spanisch, Französisch, Lateinisch und seit 2019 als zweijährige Arbeitsgemeinschaft Koreanisch.

### Profilklasse Mittelstufe
Seit dem Schuljahr 2013/14 bietet das Heinrich-Mann-Gymnasium eine MTM-Klasse (Musik-Theater-Medien) als Profilklasse an. Parallel können die Differenzierungskurse Biochemie, Mathematik-Informatik, Spanisch und Deutsch/Geschichte angewählt werden.

### MINT-Leistungskurse
Das Heinrich-Mann-Gymnasium bietet im MINT-Bereich Mathematik, Informatik, Biologie, Chemie und Physik als Leistungs- und Grundkurse an.

### HMG-Auszeichnung
Seit dem 14. März 2014 ist die Schule eine Schule ohne Rassismus – Schule mit Courage, seit 2019 Talentschule und seit 2020 Schule der Zukunft.

### Karnevals-Arbeitsgemeinschaft
Die Karnevals Arbeitsgemeinschaft organisiert die Fußgruppe und den Wagen bei den Kölner Schull- un Veedelszöch. Alle zwei Jahre findet auch eine Karnevalssitzung statt.

### Sponsorenlauf
Im Oktober 2002 fand der erste Sponsorenlauf des Heinrich-Mann-Gymnasiums statt. Alle Schüler des Gymnasiums laufen alle zwei Jahre um den Fühlinger See und sammeln so Geld für den guten Zweck. Der Erlös kommt gemeinnützigen Vereinen zugute.

### Freunde und Förderer
- Verein der Freunde und Förderer des Städtischen Heinrich-Mann-Gymnasiums Köln-Volkhoven/Weiler e. V. (Kurz: Förderverein HMG e. V.), 1975 gegründet

## Schulleiter
- 1975–1994 Erhard Bunde
- 1994–1996 Peter Krause (kommissarisch)
- 1996–2009 Peter Krause
- 2009–2016 Michael Mohr
- 2016–2019 Andreas Grüderich
- 2019–2020 Birgit Bauer (kommissarisch)
- Seit 20. April 2020 Niels Menge